# 파주시의 향토문화유산
파주시의 향토문화유산은 파주시장이 다음 각 호의 어느 하나에 해당하는 유형, 무형, 기념물, 민속자료 등을 위원회의 심의를 거쳐 지정한다.
1. 「문화재보호법」(이하 "법"이라 한다) 및 「경기도 문화재보호 조례」에 따라 문화재로 지정되지 아니한 것으로서 향토의 학술·역사·예술적 가치가 있는 것과 이에 준하는 고고자료
2. 향후 문화재로서 보존가치가 있을 것으로 기대되는 유적
3. 향토문화, 토속, 풍속을 연구하는데 필요한 문화유산 및 자료
4. 그 밖에 시장이 필요하다고 인정하는 자료

## 지정 목록

### 유형
| 번호 | 그림 | 명칭                                                        | 소재지                            | 소유자 (관리자)                   | 지정·해제일자                                                          | 비고 |
| ---- | ---- | ----------------------------------------------------------- | --------------------------------- | --------------------------------- | ---------------------------------------------------------------------- | ---- |
| 1호  |      | 용주서원 (龍洲書院)                                         | 파주시 월롱면 덕은리 298          | 용주서원                          | 1986년 4월 17일 지정                                                   |      |
| 2호  |      | 파주향교 (坡州鄕校)                                         | 파주시 파주읍 파주리 335          |                                   | 1986년 4월 17일 지정, 1992년 6월 5일 해제, 경기 문화재자료 83호로 승격 |      |
| 3호  |      | 적성향교 (積城鄕校)                                         | 파주시 적성면 구읍리 476-2        | 향교재단                          | 1986년 4월 17일 지정                                                   |      |
| 4호  |      | 김석몽처 남평문씨 열녀문 (金石夢妻 南平文氏 烈女門)         | 파주시 파주읍 정문로 578          | 남평문씨종중                      | 1986년 4월 17일 지정                                                   |      |
| 5호  |      | 봉서리 충신열녀문 (鳳棲里 忠臣烈女門)                       | 파주시 파주읍 학골길 54           | 김진옥                            | 1986년 4월 17일 지정                                                   |      |
| 6호  |      | 이이선생 신도비 (李珥先生 神道碑)                           | 파주시 법원읍 동문리 산5-1        | 덕수이씨찬성공파종중              | 1986년 4월 17일 지정, 2014년 2월 14일 해제, 사적 제525호로 승격        |      |
| 7호  |      | 청풍김씨 열녀비 (淸風金氏 烈女碑)                           | 파주시 월롱면 휴암로 335번길 186  | 함안조씨종중                      | 1986년 4월 17일 지정                                                   |      |
| 8호  |      | 감악산비 (紺岳山碑)                                         | 파주시 적성면 객현리 산182        | 국방부                            | 1986년 4월 17일 지정                                                   |      |
| 9호  |      | 최흥원 묘 및 신도비 (崔興源 墓 및 神道碑)                   | 파주시 앞골길 213-46              | 삭녕최씨종중                      | 2001년 12월 21일 지정                                                  |      |
| 10호 |      | 파평용연 (坡平龍淵)                                         | 파주시 파평면 청송로 300          | 파평윤씨대종회                    | 2001년 12월 21일 지정                                                  |      |
| 11호 |      | 상서대 (尙書臺)                                             | 파주시 법원로 웅담천길 46         | 파평윤씨대종회                    | 2001년 12월 21일 지정                                                  |      |
| 12호 |      | 이주·이광정 묘 및 신도비 (李澍·李光庭 墓 및 神道碑)         | 파주시 조리읍 정문로 77-25        | 연안이씨종중                      | 2001년 12월 21일 지정                                                  |      |
| 13호 |      | 화평옹주·박명원 묘 및 신도비 (和平翁主·朴明源 墓 및 神道碑) | 파주시 파주읍 육군 제7663부대 내  | 국방부                            | 2001년 12월 21일 지정                                                  |      |
| 14호 |      | 화완옹주 및 정치달 묘 (和緩翁主 및 鄭致達 墓)               | 파주시 문산읍 반구정로 46         | 정구환                            | 2001년 12월 21일 지정                                                  |      |
| 15호 |      | 정태진 묘 (丁泰鎭 墓)                                       | 파주시 광탄면 보광로 482번길 61   | 정해동                            | 2001년 12월 21일 지정                                                  |      |
| 16호 |      | 서곡리 고려벽화묘 (瑞谷里 高麗壁畵 墓)                      | 파주시 진동면 서곡리 산112        | 안동권씨종중                      | 2001년 12월 21일 지정                                                  |      |
| 17호 |      | 성임 묘 및 신도비 (成任 墓 및 神道碑)                       | 파주시 문산읍 문현말길 400        | 창녕성씨종중                      | 2001년 12월 21일 지정                                                  |      |
| 18호 |      | 파주리 당간지주 (坡州里 幢竿支柱)                           | 파주시 파주읍 우계로 29           | 이남순                            | 2001년 12월 21일 지정                                                  |      |
| 19호 |      | 황정욱 묘 및 신도비 (黃廷彧 및 神道碑)                      | 파주시 탄현면 정승로 22           | 장수황씨묘하종중                  | 2002년 7월 29일 지정                                                   |      |
| 20호 |      | 성사영 묘 (聖師影 廟)                                       | 파주시 광탄면 보광로 930-17       | 파주유림                          | 2003년 5월 27일 지정                                                   |      |
| 21호 |      | 전주이씨 상원군 이세령가문 충신 열녀정려편액                | 파주시 가온로 206                 | 전주이씨상원군욱공파종회          | 2004년 10월 4일 지정                                                   |      |
| 22호 |      | 미수 허목선생 친필 암각문 (眉叟 許穆先生 親筆 岩刻文)       | 파주시 적성면 장좌리 141          | 국방부                            | 2005년 5월 13일 지정                                                   |      |
| 23호 |      | 청원군 이간 묘역 (靑原君 李侃 墓域)                         | 파주시 교하로 1335                | 전주이씨익양군파종회              | 2006년 4월 20일 지정                                                   |      |
| 24호 |      | 장포 김행 묘                                                | 파주시 월롱면 덕은리              |                                   | 2007년 2월 22일 지정                                                   |      |
| 25호 |      | 평도공 박은 묘역                                            | 파주시 문산읍 당동2로 74-16       |                                   | 2007년 2월 22일 지정                                                   |      |
| 26호 |      | 하포리 지석묘                                               | 파주시 진동면 하포리 417          |                                   | 2007년 11월 5일 지정                                                   |      |
| 27호 |      | 창원군 이성 묘역 (昌原君 李晟 墓域)                         | 파주시 교하읍 다율리 산102-1      | 전주이씨 창원군파종회             | 2009년 11월 3일 지정                                                   |      |
| 28호 |      | 정곤수 묘역                                                 | 파주시 진동면 하포리 산138        | 청주정씨 백곡파종중 (회장 정재우) | 2009년 11월 3일 지정                                                   |      |
| 29호 |      | 허조 묘역 (許稠 墓域)                                       | 파주시 문산읍 이천리 산 2번지     | 하양허씨 문경공파대종회           | 2013년 8월 28일 지정                                                   |      |
| 30호 |      | 교하동사무소 (交河洞事務所)                                 | 파주시 교하로 1401 교하동사무소   | 파주시장                          | 2014년 2월 7일 지정, 2018년 8월 6일 해제, 등록문화재 729호로 승격      |      |
| 31호 |      | 원주김씨 묘역                                               | 파주시 진동면 초리 산213          | 원주김씨대종친회                  | 2014년 2월 14일 지정                                                   |      |
| 32호 |      | 장수황씨 열성공 묘역 (長水黃氏 烈成公 墓域)                 | 파주시 탄현면 금승리 산3-2, 산4-1 | 장수황씨 열성공파 종친회          | 2015년 9월 18일 지정                                                   |      |
| 33호 |      | 충정공 황보인 묘역                                          | 파주시 법원읍 동문리 산93-1       | 영천황보씨 대종회                 | 2018년 11월 30일 지정                                                  |      |
| 34호 |      | 추사 김정희 친필 조기복 묘표                                | 파주시 광탄면 용미리 산81-1       | 임천조씨 군자감정공파종중         | 2019년 8월 30일 지정                                                   |      |
| 35호 |      | 성동리 고분군                                               | 파주시 법흥리 1655, 1632-1        | 파주시                            | 2019년 8월 30일 지정                                                   |      |
| 36호 |      | 충의공 이유길 의마총                                        | 파주시 광탄면 부흥로 451          | 연안이씨 청련공파도문회종중       | 2019년 8월 30일 지정                                                   |      |

### 무형
| 번호 | 그림 | 명칭                            | 소재지                   | 소유자 (관리자) | 지정·해제일자        | 비고 |
| ---- | ---- | ------------------------------- | ------------------------ | --------------- | -------------------- | ---- |
| 1호  |      | 전통쇄납제작 및 연주기능 조병주 | 파주시 탄현면 금산리 174 | 조병주          | 2002년 7월 29일 지정 |      |
| 2호  |      | 전통짚풀공예 제작기능 심경임    | 파주시 월롱면 도내리 268 | 심경임          | 2002년 7월 29일 지정 |      |

### 향토자료
| 번호 | 그림 | 명칭     | 소재지                        | 소유자 (관리자) | 지정·해제일자        | 비고 |
| ---- | ---- | -------- | ----------------------------- | --------------- | -------------------- | ---- |
| 1호  |      | 격쟁문서 | 파주시 탄현면 법흥리 1652-144 |                 | 2006년 4월 20일 지정 |      |

## 참고 문헌
- 파주시 홈페이지 - 고시/공고
- 파주시보